# Gorgoroth (groupe)
Pour les articles homonymes, voir Gorgoroth.
Gorgoroth  est un groupe de black metal norvégien, originaire de Bergen. Il est formé en 1992 par Infernus, Hat et Goatpervertor. Depuis sa formation, le groupe a changé maintes fois de membres, à l'exception d'Infernus. Le nom « Gorgoroth » est tiré du Seigneur des anneaux. Le thème principal de Gorgoroth est le satanisme.
Le groupe traverse une crise juridique. Gaahl et King Ov Hell s'étant séparés de Infernus en octobre 2007, le nom et le logo de Gorgoroth sont disputés entre les deux partis. Gaahl et King continuent à utiliser le nom du groupe dans des concerts, mais Infernus, qui a trouvé des membres nouveaux pour sa version du groupe, a fait porter l'affaire en justice et a gagné le procès en seconde instance le 10 mars 2009.
Le 18 octobre 2015, le bassiste du groupe, Bøddel, succombe à un cancer.

## Biographie

### Débuts (1992–1995)
À sa fondation en 1992, Gorgoroth jouait un black metal très sombre et brutal. Le groupe sort sa première démo, A Sorcery Written in Blood, en 1993. Cette démo servira entre autres pour un split officieux avec Burzum intitulé Burzum and Gorgoroth. Peu après, le groupe signe avec Embassy Productions et enregistre un premier album, Pentagram. Ce premier album, très cru et old school, permet à Gorgoroth de se faire un nom dans le milieu underground de Bergen. Samoth, du groupe Emperor, participe notamment à la basse. Le groupe joue son premier concert au Lusa Lottes Pøbb d'Oslo, le 3 mai 1994, au festival Black Metal Nights avec des groupes comme Dark Funeral, Dissection, Enslaved, Marduk, Gehenna et Hades Almighty.

### Avec Pest (1995–1997)

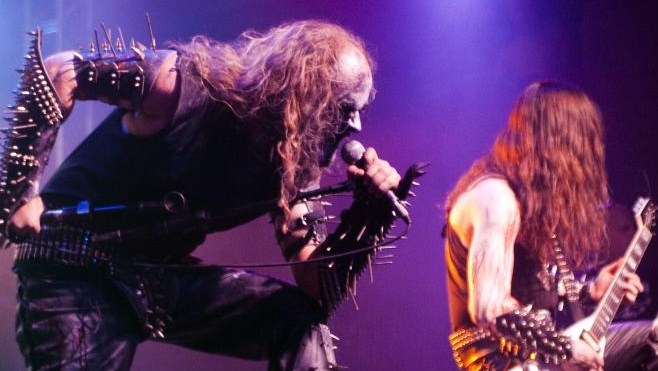
Pest (à gauche) et Infernus en 2010.

Après la sortie de Pentagram, Goat quitte le groupe et est remplacé pour le temps d'un autre disque par Frost du groupe Satyricon. 
En 1996, Gorgoroth sort son deuxième album, Antichrist qui allie ambiance froide et satanique. Pest et Hat s'échangent les vocaux tandis qu'Infernus reste à la basse et aux guitares. Cet album confirme la notoriété de Gorgoroth et permet au groupe de jouer avec des groupes tels que Satyricon et Dissection et ainsi de se faire connaître un peu partout dans les scènes black metal du nord de l'Europe, mais spécialement en Norvège où Gorgoroth commence à sortir de l'ombre de Mayhem, Darkthrone et Emperor.
La sortie du troisième album intitulé Under the Sign of Hell en 1997 démontre que le groupe demeure puriste du genre black metal. La qualité du son reste mauvaise et la violence est toujours aussi présente. Les extraits sont à la fois mélodiques et crus. Pest est de retour au vocal et Grim s'occupe de la batterie.

### Nuclear Blast (1997–2003)
En 1997, après un tour d'Europe, Gorgoroth signe au label Nuclear Blast Records et sort l'album Destroyer en 1998. Beaucoup de musiciens contribuent à cet album avec entre autres un nouveau chanteur, Gaahl, qui apparaît sur la chanson-titre de l'album. Le reste des vocaux est assuré par Pest et T-Reaper. Vrolok et Frost s'échangent la batterie tandis qu'Infernus ne s'occupe plus que de la guitare principale, la basse et la deuxième guitare étant assurées par Ares et Tormentor. Cet album, quoique restant d'une production très minimaliste, propose un genre de black metal par moments plus expérimental avec des riffs de guitare plus techniques et complexes.
Gorgoroth poursuit sa lancée et sort l'année suivante l'album intitulé Incipit Satan.  Sur celui-ci, le groupe explore de nouveaux horizons. Bien que ce soit encore Infernus qui compose tout, le son devient plus clair et les mélodies plus expérimentales voire progressives. On peut même discerner quelque passages industriels. Toutefois, on reconnaît toujours l'éternel côté sataniste sombre de Gorgoroth notamment dans les paroles d'Infernus et les titres. Pour la première fois, le groupe dit maintenir une formation stable pour plusieurs concerts et albums. Gaahl assure le vocal, King la basse, Infernus et Tormentor les guitares, et Sjt. Erichsen la batterie.
En 2002, Tormentor décide de quitter le groupe car incapable de coopérer avec King, mettant un terme au quintette Gaahl, Infernus, Tormentor, King ov Hell et Kvitrafn,formé en 2000. Après le départ de Tormentor, Gorgoroth se lance dans l'écriture de son nouvel album, Twilight of the Idols. Après plusieurs concerts, Gorgoroth publie l'album Twilight of the Idols en mai 2003 au label Nuclear Blast. Cet album démontre un retour vers un style de black metal plus primitif et agressif, mais demeure toutefois bien différent de ceux que le groupe a sorti durant les « années d'or » du black metal, plus ou moins la première moitié des années 1990. Pour la première fois, ce n'est pas Infernus qui compose la totalité de l'album, mais plutôt King, toujours bassiste du groupe, et Kvitrafn, le batteur du groupe. Après Twilight of the Idols, le contrat prenait fin avec Nuclear Blast et Gorgoroth signe ensuite avec Regain Records.

### Polémique à Cracovie (2004)

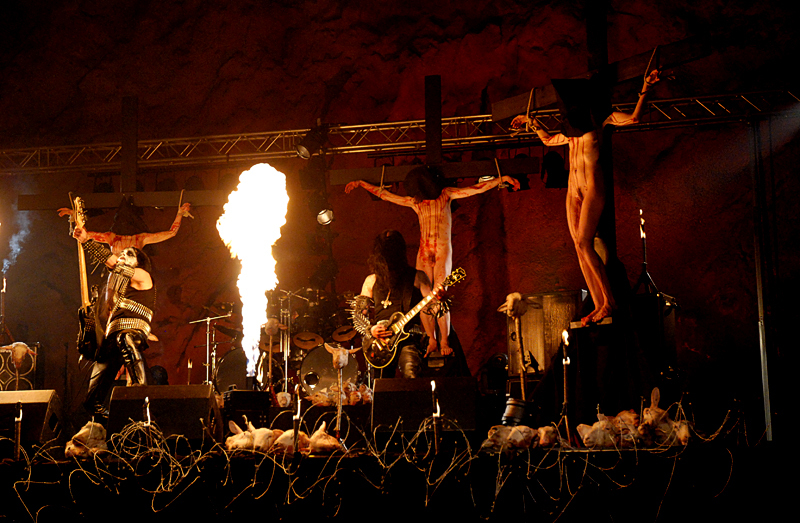
Capture de vidéo durant la pièce Carving a Giant.

Le 1er février 2004, lors d'un concert à Cracovie en Pologne (ville dont Jean-Paul II, pape de l'époque, fut archevêque et cardinal) les membres de Gorgoroth ont crucifié quatre figurants nus, empalé plusieurs têtes de mouton et présenté un bain de 80 litres de sang de mouton sur scène en plus de plusieurs symboles sataniques.
L'événement crée un scandale dans les médias polonais, le groupe est poursuivi en justice et banni pour un certain temps de Pologne. En effet, une enquête policière pour des allégations d'offenses religieuses (ce qui est illégal selon les lois polonaises) et de cruauté envers les animaux. Finalement, le groupe fut accusé, mais les accusations ne furent pas retenues considérant le fait que les membres du groupe n'étaient pas au courant que ce qu'ils faisaient était illégal. Cependant, l'organisateur du concert reçut une amende de 10 000 złotys en 2007 parce qu'il était au courant et qu'il n'en a pas informé les membres du groupe. Ce spectacle fut enregistré et publié sous forme de DVD sous le titre de Black Mass Krakow 2004.

### Ad Majorem Sathanas Gloriam(2005–2008)
Le premier album avec cette nouvelle compagnie de disque arrive en 2006 avec Ad Majorem Sathanas Gloriam. Pour l'enregistrement, Gaahl, King et Infernus furent rejoints par Frost à la batterie, sa 3e présence sur un album de Gorgoroth. Pour la première fois, toutes les chansons ont été composées par le bassiste King. Ce dernier quitta toutefois le groupe en 2006 pour qu'il avait des « problèmes pour représenter certains des aspects idéologiques de l'agenda du groupe en public. » Le groupe se limite donc à un guitariste (Infernus) et un chanteur (Gaahl). Tous deux étant aux prises avec des problèmes judiciaires (Infernus pour possession d'armes de guerre et pour une « grosse négligence » dans une affaire de viol, Gaahl pour voie de faits et menaces de mort) Gorgoroth est pratiquement absent de la scène en 2006.
En mars 2007, Infernus est relâché sur parole après 120 jours de prison. Il affirme sur le site internet du groupe avoir repris la composition pour un éventuel album pour 2007. Parallèlement, un documentaire intitulé "True Norwegian Black Metal", traitant du mystère qui plane autour de Gaahl, sort sur internet. En octobre 2007, une crise interne sépare Gorgoroth. Infernus d'un côté, King et Gaahl de l'autre, les deux partis veulent continuer avec le nom. En décembre, King et Gaahl déclarent que le tribunal leur accorde les droits juridiques du nom de Gorgoroth et du logo. Ils décident dès lors de quitter leur label Regain Records, qui avait jusque-là soutenu Infernus.
En juillet et août 2007, Gorgoroth revient sur scène dans les festivals norvégiens, allemands et tchèques. En septembre 2007, le groupe participe à une tournée sud-américaine au Brésil, en Colombie, en Argentine, en Équateur et au Chili avec Belphegor.

### Quantos Possunt ad Satanitatem Trahunt(2008–2011)

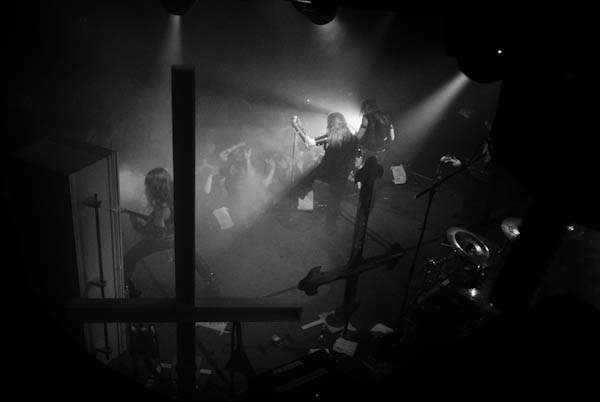
Gorgoroth, au Hole In The Sky de 2009.

Infernus fait appel de la décision du Premier Tribunal de Norvège. Le 4 mars 2008, le guitariste propose une offre raisonnable à Gaahl et King, sans que l'on sache de quoi est faite cette offre. Il affirme donc qu'il portera l'affaire devant les tribunaux norvégiens dans le courant de l'été 2008. Au mois de juin le DVD du concert de Cracovie en 2004 sort. Infernus sort presque en même temps un album live enregistré au studio Grigehallen et contesté par King et Gaahl puisque la basse y est jouée par Infernus au lieu de King. Regain Records annonce peu de temps après son retrait temporaire du marché. Le 10 mars 2009, Infernus gagne le procès, et prévoit de sortir un nouvel album pour la fin de l'année. Le conflit de l'album live entre Regain Records et King va être décidé dans un procès à Malmö (Suède).
En mai 2009, Gorgoroth est encore annoncé sur scène le 29 août 2009, à la 10e édition du festival Hole in the Sky de Bergen, en Norvège. En fin juin 2009, les parties vocales de True Norwegian Black Metal - Live in Grieghallen sont annoncées réengistrées par Pest. Une semaine après, la liste des titres de Quantos Possunt ad Satanitatem Trahunt est révélée.
À leur concert au Hole in the Sky, le groupe joue principalement d'anciennes chansons issues de l'album Pentagram, qui n'ont pas été jouées depuis octobre 1997. Le groupe joue aussi, pour la toute première fois la chanson Aneuthanasia issue de Quantos Possunt ad Satanitatem Trahunt. Gorgoroth joue aussi au UKA 2009 de Trondheim, en Norvège, le 19 octobre 2009. Ce concert s'effectue en parallèle à la sortie de Quantos Possunt ad Satanitatem Trahunt.
Après publication, l'album est bien accueilli par la presse spécialisée, qui félicite principalement le retour du groupe à ses racines musicales, comparé à leur album Antichrist (1996),. En octobre 2009, une suite de Quantos Possunt ad Satanitatem Trahunt est annoncée. Le 1er avril 2010,cette suite est annoncée en pré-production.
En avril 2010, Gorgoroth participe à une mini-tournée en Europe composée de cinq dates en Allemagne, dont une en France, une en Belgique, une en Italie, et une aux Pays-Bas pour la promotion de Quantos Possunt ad Satanitatem Trahunt. Le groupe joue aussi dans cinq festivals européens en été 2010 : au Summer Breeze Open Air en Allemagne, au Ragnarök Festival toujours en Allemagne, Brutal Assault en République tchèque, au Bloodstock Open Air au Royaume-Uni et au Jalometalli en Finlande.
En octobre 2010, le groupe annonce les dernières retouches de la réédition de l'album Under the Sign of Hell (1997).

### Instinctus Bestialiset mort de Bøddel (depuis 2012)
En août 2012, Pest prévient le groupe qu'il ne participera pas à la tournée sud-américaine de Gorgoroth en septembre 2012. Par conséquent, Infernus renvoie Pest du groupe. Le chanteur de Taake, Hoest, le remplace pour la tournée. Atterigner du groupe serbe Triumfall est annoncé pour participer aux parties vocales de l'album Instinctus Bestialis. Le mixage de l'album est complété en juin 2014 et le mastering est effectué le mois suivant. Le 6 mars 2015, la couverture et la liste des titres de l'album sont révélées. L'album est prévu pour le 12 juin 2015 au label Soulseller Records. Le 18 octobre 2015, le bassiste Bøddel succombe à un cancer.

## Membres

### Membres actuels
- Infernus (Roger Tiegs) – guitare (depuis 1992)
- Tomas Asklund : batterie (depuis 2007)
- Atterigner  – chant (depuis 2012)

### Membres de session
- Paimon/Skyggen – guitare (depuis 2009)
- Fabio Zperandio – guitare (depuis 2011)
- Guh.lu Sayytan – basse (depuis 2012)
- Hoest – chant (depuis 2012)

### Anciens membres
- Hat (Jan Aage Solstad) – chant (1992-1995)
- Pest (Thomas Kronenes) – chant (1995-1997 ; 2008-2015)
- Gaahl (Kristian Espedal) – chant (1998-2007)
- Tormentor (Bjørn Olav Telnes) – guitare (1996-2002 ; 2008-2012)
- Samoth (Tomas Haugen) – basse (1992-1993)
- Störm (Børge Boge) – basse (1995)
- Ares (Ronny Brandt Hovland) – basse (1995-1997)
- T-Reaper (Torgrim Øyre) – basse (1998-1999)
- King Ov Hell (Tom Visnes) – basse (1999-2007)
- Bøddel (Frank Watkins) – basse (2007-2015)
- Goatpervertor (Rune Thorsnes) – batterie (1992-1994)
- Frost (Kjetil-Vidar Haraldstad) – batterie (1994-1995)
- Grim (Erik Brødreskift) – batterie (1995-1996)
- Vrolok (Erik Hæggernes) – batterie (1996-1998)
- Sjt. Erichsen (Erlend Erichsen) – batterie (1999)
- Kvitrafn (Einar Selvik) – batterie (2000-2004)
- Phobos (Elefterios Santorinios) – batterie (2011-2012 (2015-2017)

## Discographie

### Albums studio
- 1994 : Pentagram
- 1996 : Antichrist
- 1997 : Under The Sign of Hell
- 1998 : Destroyer
- 2000 : Incipit Satan
- 2003 : Twilight of the Idols
- 2006 : Ad Majorem Sathanas Gloriam
- 2009 : Quantos Possunt Ad Satanitatem Trahunt
- 2011 : Under the Sign of Hell 2011
- 2015 : Instinctus Bestialis

### Démo et EP
- 1993 : A Sorcery Written in Blood (démo)
- 1994 : Promo '94 (EP)

### DVD et albums live
- 1996 : The Last Tormentor (EP live)
- 2007 : Bergen 1996 (EP live)
- 2008 : Black Mass Kraków 2004 (DVD, ed. Metal Mind Productions)
- 2008 : True Norwegian Black Metal - Live in Grieghallen (ed. Regain Records)